# Eliszta

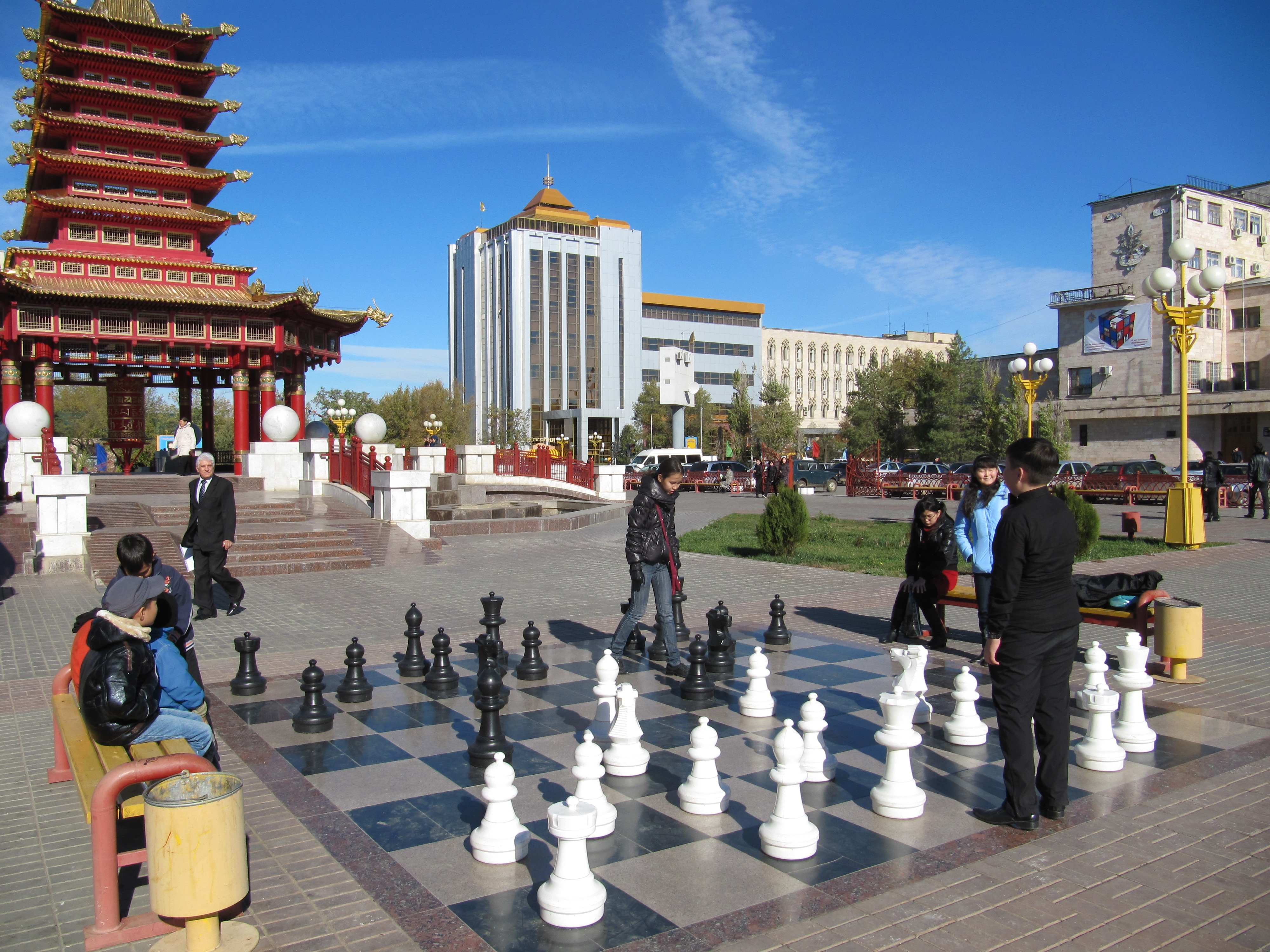

Eliszta (kalmükül Элст, oroszul: Элиста) Kalmükföld fővárosa Oroszországban, az európai országrész déli területén.
Neve a kalmük elszt szóból származik, jelentése: homokos. 1944-től a város neve Sztyepnoj (az orosz sztyep szóból), 1957-ben visszaállították az eredeti nevet.

## Fekvése
Kalmükföld délnyugati területén, a Jergenyi-dombság délkeleti részén fekszik. Ez a vidék a kalmük sztyepp közepe, ahol hosszú és forró a nyár, és nem csak nyáron, hanem télen is kevés a csapadék.

## Népesség
Lakossága 2010-ben 103 749 fő, melyből 68 303 kalmük, 25 931 orosz, 625 kazah, 467 ukrán, 309 cigány, 309 örmény, 277 azeri, 234 tatár, 211 koreai, 200 dargin, 178 csecsen, 144 fehérorosz, 110 oszét, 101 német, 92 üzbég, 76 avar, 75 lezg, 69 burját, 65 kumik, 61 grúz, 60 mongol, 55 kínai, 48 karacsáj, 47 tadzsik, 43 kirgiz, 36 csuvas, 34 kabard, 26 mordvin, 26 nogaj, 25 komi, 23 kurd, 23 türkmén, 22 moldáv, 20 görög, 19 baskír, 19 ingus, 18 mari, 15 cserkesz, 14 lengyel, 14 udmurt, 13 abaza, 12 zsidó, 10 jakut stb. Itt él a köztársaság lakosságának több mint 30%-a.

## Történeti áttekintés
A település történetét 1865-től számítják, akkor 15 család lakott ezen a helyen. Kezdetben az Asztrahányi kormányzósághoz tartozott, nevezetesek voltak állatvásárai. 1918-tól az Elisztai járás székhelye. 1920-ban Kalmükföldet autonóm területté alakították, székhelye 1928-ban Eliszta lett, 1930-ban városi jogot kapott. Az 1930-as években jelentős városfejlesztést folytattak. Ekkor emelték a helyi pártközpont, a kormány, a központi rendelőintézet és az Eliszta Szálló épületeit is. 1935-től 1943-ig az autonóm területből megalakított Kalmük Autonóm Szovjet Szocialista Köztársaság (ASZSZK) fővárosa volt.
1942 augusztusától 1943. január 1-jéig a város német A Hadseregcsoport megszállása alatt állt. Eliszta volt az egyik legtávolabbi pont, ahová a német csapatok keleti irányban eljutottak. A németek a kivonulás során a várost felgyújtották, az épületek jelentős része megrongálódott, vagy elpusztult. A felszabadítás után a kalmüköket – a németekkel való kollaboráció vádjával – földjükről a Szovjetunió ázsiai területeire telepítették, lényegében deportálták, a területi autonómiát pedig felszámolták. 1944–1957 között a város Sztyepnoj néven közigazgatásilag a Sztavropoli területhez tartozott. 1957–1958-ban az újra visszaállított autonóm terület székhelye, 1958-tól ismét a Kalmük ASZSZK fővárosa volt. 1963-ban átfogó városrendezési terv készült, amely három részt különített el: a központban a közigazgatás szervei, keleten az ipari építkezések és nyugaton a lakónegyedek építésének területeit jelölte ki.
A Szovjetunió felbomlása után, 1991-től az Oroszországi Föderáció Kalmük Köztársaságának fővárosa.

## Gazdaság, közlekedés
Jelentősebb iparral nem rendelkezik; helyi viszonylatban fontos a textilipar és az építőanyag ipar (téglagyár, vasbetonelemek gyára). A könnyűipari vállalatok főként a helyi állattenyésztés termékeit dolgozzák fel. Jelentős a bőrkikészítés és -feldolgozás (legnagyobb vállalata az Arszcsi), valamint az élelmiszeripari (húsipari) termékek előállítása.
Eliszta fontos közúti csomópont a Volga déli nagyvárosai és Észak-Kaukázus között. Itt találkozik és vezet át az északra fekvő Volgográdból és a keletre fekvő Asztrahányból az észak-kaukázusi Sztavropolba vezető országút.
Repülőterének forgalma a Szovjetunió idejében még viszonylag jelentékeny volt, de a válság és a piaci viszonyokra való áttérés visszavetette. "Jelenleg" menetrendszerű járat csak Moszkvába közlekedik. Moszkvába távolsági autóbuszjáratokon is el lehet jutni, a repülőnél jóval mérsékeltebb árakon. A városon belül iránytaxik bonyolítják a személyforgalmat. Elisztából vasútvonal vezet Sztavropolba, de a két város közötti menetrendszerű járatot 2006-ban indították utoljára. Jelenleg (2011. január) a vasúti személyforgalom szünetel.

## Kultúra, felsőoktatás

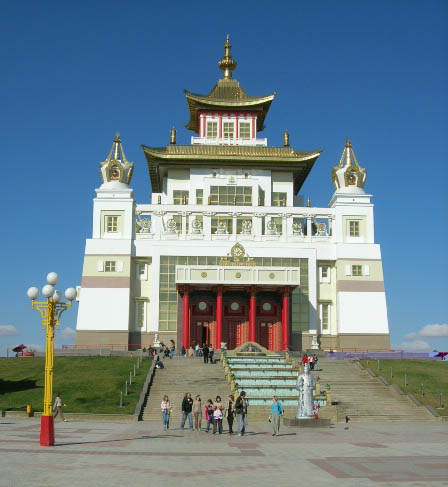
A nagy buddhista templom Elisztában

Kalmükföld Európa egyetlen olyan önálló közigazgatású területe, ahol a buddhizmus hivatalos vallás. Elisztában több buddhista kultikus építmény található. A köztársaság legnagyobb buddhista temploma a Burhan Bagsin Altan Szum (kalmük írással: Бурхн Багшин алтн сүм, jelentése: Sakjamuni Buddha arany lakhelye). Egy korábbi gyár helyén emelték és 2005. december 27-én szentelték fel.
1970-ben a helyi tanárképző főiskolára alapozva létrehozták a Kalmük Állami Egyetemet. Központi épülete (1932) a háború előtti építkezések épen maradt tanúinak egyike. Az egyetemnek megalapításakor három, 2011-ben nyolc kara volt.
A helytörténeti múzeumot 1930-ban alapították, 1943-ban megszüntették, majd 1959-ben nyitották meg újra; mellette áll a város színháza.

## Nevezetességek
1998-ba Elisztában rendezték a sakkolimpiát, ami a város számára időleges fellendülést hozott. Lehetőség nyílt az elhanyagolt állapotban lévő repülőtér felújítására, és erre az alkalomra épült a világversenynek otthont adó új városrész, a Sakkváros.